# Colibrí amazília canyella
El colibrí amazília canyella (Amazilia rutila) és una espècie d'ocell de la família dels troquílids (Trochilidae) que habita boscos, sabanes amb pins, matolls i ciutats de l'oest de Mèxic, Península del Yucatán, Costa Rica, Belize, Guatemala, Hondures i Nicaragua.